# Grand American Road Racing Association

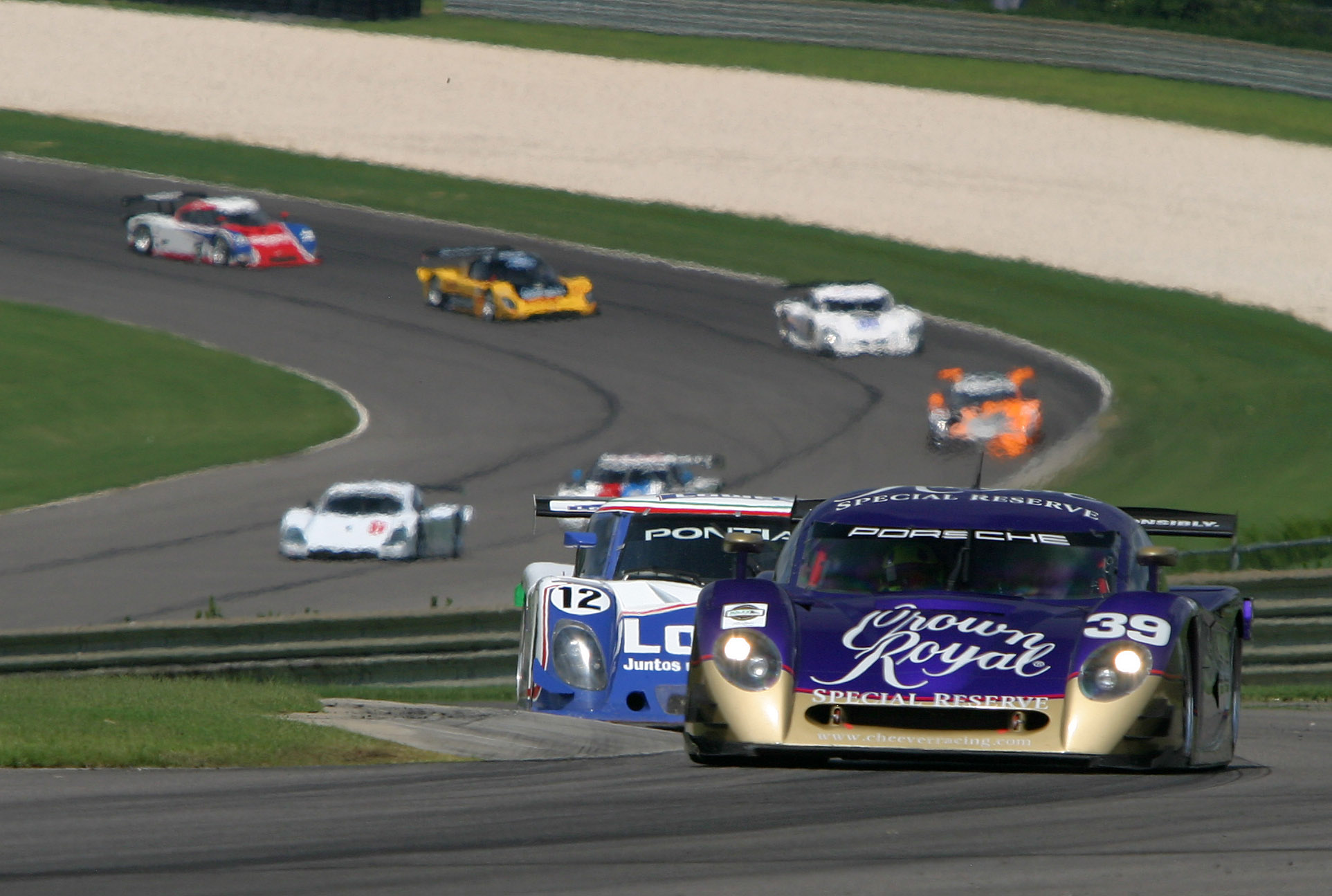
Daytona-Prototypen in einem Rennen der Rolex Sports Car Series

Die Grand American Road Racing Association oder kurz Grand-Am ist ein US-amerikanischer Motorsportverband mit Sitz in Daytona Beach, Florida, der im Jahre 1999 gegründet wurde und Autorennen in Nordamerika veranstaltet. Die bedeutendste Serie ist Grand-Am Sports Car Series (aktuell Rolex Sports Car Series).
Am 4. September 2008 gab die NASCAR eine Zusammenarbeit mit der Grand-Am bekannt, um in den Bereichen Kommunikation, Forschung und Marketing eine gemeinsame Organisation zu ermöglichen.
Mit der Fusion der Grand-Am Sports Car Series und der American Le Mans Series zu United SportsCar Racing werden sowohl die vereinigte Serie, als auch alle aktuellen Grand Am Series zur International Motor Sports Association wechseln.

## Rennserien der Grand-Am
Die Grand-Am richtet zurzeit vier Rennserien aus:
- Rolex Sports Car Series, (seit 2000) für Daytona Prototyp Sportwagen und GT-Fahrzeuge
- Continental Tire Sports Car Challenge, (seit 2001) für seriennahe Tourenwagen und GT-Fahrzeuge
- Ferrari 458 Challenge Series Markenpokal mit Ferrari 458 Challenge-Rennwagen
- Shell Historic Challenge, in welcher historische Modelle der Marken Ferrari, Maserati und Alfa Romeo zum Einsatz kommen

Früher wurden außerdem ausgerichtet:
- SunTrust Moto-ST Series, (2007-2008) für Langstrecken-Motorradrennen (seit 2009 unter Führung der AMA)
- Ford Racing Mustang Challenge, (2008-2010), in welcher ausschließlich Ford Mustang eingesetzt wurden